# Noderabō
 (mai 2017).
Si vous disposez d'ouvrages ou d'articles de référence ou si vous connaissez des sites web de qualité traitant du thème abordé ici, merci de compléter l'article en donnant les références utiles à sa vérifiabilité et en les liant à la section « Notes et références ».

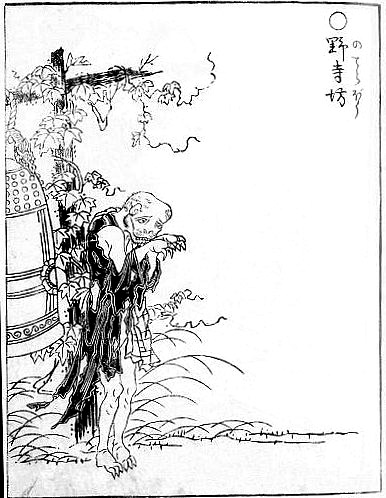
Un Noderabō de Toriyama Sekien en 1781.

Le Noderabō (野寺坊, のでらぼう, prêtre du temple sauvage) est un yokai, apparaissant dans le Gazu hyakki yagyō de Toriyama Sekien et rassemblant à un fantôme grotesque de prêtre avec les vêtements en lambeaux. Sekien détestait les joueurs, prostituées et prêtres et détournait ces personnages sous forme de monstres pour s'en moquer.

## Légendes
De manière générale, les Noderabō auraient été autrefois des prêtres qui auraient commis un péché (comme de s'attacher à une femme ou à l'argent) et qui, une fois découverts, auraient été rejetés des villes. Ils auraient donc fui vers des temples abandonnés de zones rurales où ils se transforment en yokai. Ils ont pour habitude d'apparaitre tard dans la nuit et hantent les anciens temples abandonnés, y faisant sonner parfois les grandes cloches.
Une légende plus particulière parle d'un farceur qui aurait volé la cloche en bronze du temple de Saitama. Pris en flagrant délit par des villageois, il prit les jambes à son cou laissant tomber la cloche dans un étang. À la suite de cela, cet étang fut nommé Kanegaike. C'est dans cet étang qu'un jeune moine, ne prenant pas son rôle au sérieux, se suicida de honte à la suite des remontrances du grand prêtre. À la suite de cela, chaque nuit les villageois pouvaient entendre le bruit des pleurs faisant écho avec la cloche au fond de l'étang Kanegaike. Le moinillon fut connu comme le fantôme de Nodera ou le Noderabō.